# Olea gagnepainii
Espèce
Classification phylogénétique
Olea gagnepainii Knobl. est une espèce de plantes à fleurs du genre Olea et de la famille des Oleaceae. C'est un arbre qui peut atteindre 7 m de haut et qui pousse en Indochine (Thaïlande et Laos). Il a été reconnu et classé dans le sous-genre Tetrapilus par P.S. Green lors de sa révision du genre Olea (2002) avec ses synonymes et sa description botanique.

## Synonymes botaniques
- Olea macrophylla Gagnep. in Lecomte & Humbert, Fl. Indo-Chine 3:1028 (1934).

## Description botanique

### Appareil végétatif
C'est un arbre qui peut atteindre 7 m de haut. Les jeunes branches sont très finement pubérulentes. Les feuilles sont coriaces, avec un pétiole de 6 à 12 mm. Le limbe est oblong-elliptique à légèrement oblancéolé, de 13 à 28 cm de long et 3 à 6 cm de large, glabres, la base est aigüe à obtuse, l'apex un peu acuminé. Les marges sont entières. Les nervures primaires sont au nombre de 8 à 9 de part et d'autre de la nervure principale, plus ou moins sombres sur le dessous, légèrement saillantes sur le dessus.

### Appareil reproducteur

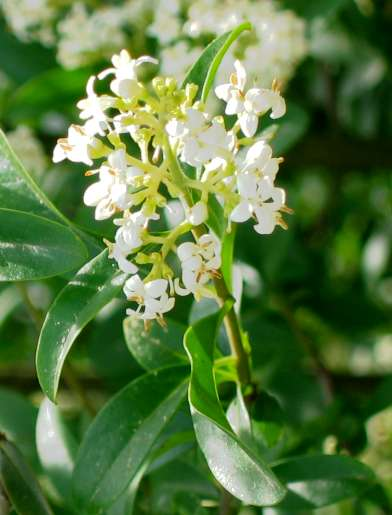
Inflorescence d'Oleacée en panicule.

Les inflorescences sont axillaires, finement pubérulentes, en cymes paniculées, de 1 à 3 cm de longueur, pubérulentes, avec des pédicelles de 0 à 1 mm de long. Les fleurs ont un calice pubérulent, formant un tube mesurant de 0,5 mm de long, avec des lobes triangulaires de 0,5 mm de long. La corolle et les étamines n'ont pas pu être observés. L'ovaire (après la floraison) mesure 1,5 mm, globuleux, avec un style de 0,5 mm de long, bilobé. Le fruit est inconnu.

### Répartition géographique
On trouve cette espèce en :
- Thaïlande : Chantaburi,

et au :
- Laos : Stung-Treng (entre Chang-oeur et Ca-tran).
- Cambodge : à vérifier, possibilité.

## Sources
Pour des articles plus généraux, voir Oleaceae, Olea et Tetrapilus.